# Campeonato Italiano de Rugby 2022-23
El Campeonato de Rugby de Italia de 2022-23 fue la 93.ª edición de la primera división del rugby de Italia.

## Sistema de disputa
El torneo se desarrolló en dos etapas, una fase regular en la cual los equipos disputaron encuentros en condición de local y de visitante frente a cada uno de sus rivales.
Luego se disputó una etapa de eliminación directa, en la cual los primeros cuatro equipos de la fase regular clasificaron a las semifinales en la búsqueda por el campeonato.
El equipo ubicado en la última posición al finalizar el torneo, descendió directamente a la Serie B.

## Desarrollo
| Pos. | Equipo           | Encuentros | Encuentros | Encuentros | Encuentros | Tantos | Tantos | Tantos | PB | PB | Puntos |
| Pos. | Equipo           | PJ         | PG         | PE         | PP         | F      | C      | Dif    | BO | BD | Puntos |
| ---- | ---------------- | ---------- | ---------- | ---------- | ---------- | ------ | ------ | ------ | -- | -- | ------ |
| 1.º  | Rovigo           | 18         | 14         | 0          | 4          | 622    | 317    | +295   | 12 | 3  | 71     |
| 2.º  | Petrarca Padova  | 18         | 12         | 3          | 3          | 640    | 359    | +281   | 9  | 3  | 66     |
| 3.º  | Valorugby Emilia | 18         | 11         | 2          | 5          | 491    | 405    | +86    | 10 | 3  | 61     |
| 4.º  | Colorno Rugby    | 18         | 11         | 0          | 7          | 488    | 414    | +74    | 8  | 4  | 56     |
| 5.º  | Fiamme Oro       | 18         | 10         | 1          | 7          | 525    | 456    | +69    | 9  | 2  | 53     |
| 6.º  | Viadana          | 18         | 9          | 0          | 9          | 435    | 492    | -39    | 9  | 3  | 48     |
| 7.º  | Calvisano        | 18         | 8          | 1          | 9          | 368    | 414    | -46    | 3  | 3  | 40     |
| 8.º  | Rugby Lyons      | 18         | 4          | 0          | 14         | 346    | 461    | -115   | 2  | 7  | 25     |
| 9.º  | Mogliano         | 18         | 4          | 1          | 13         | 325    | 557    | -232   | 0  | 2  | 20     |
| 10.º | CUS Torino       | 18         | 3          | 0          | 15         | 350    | 723    | -353   | 5  | 3  | 20     |

|  | Clasificado a Semifinales. |
|  | Repechaje por el descenso. |

### Semifinales
| 6 de mayo de 2023 | Valorugby Emilia | 17 - 22 | Petrarca Padova |  |  |

| 13 de mayo de 2023 | Petrarca Padova | 34 - 16 | Valorugby Emilia |  |  |

| 6 de mayo de 2023 | Colorno Rugby | 19 - 14 | Rovigo |  |  |

| 13 de mayo de 2023 | Rovigo | 21 - 15 | Colorno Rugby |  |  |

### Final
| 28 de mayo de 2023 | Petrarca Padova | 9 - 16 | Rovigo |  |  |

| Bandera de Italia    |
| Campeón Rugby Rovigo |
| Décimo cuarto título |